# Tonino Cervi
Tonino Cervi (eigentlich Antonio Cervi, * 14. Juni 1929 in Rom; † 31. März 2002 in Siena) war ein italienischer Regisseur, Produzent und Drehbuchautor.

## Leben
Cervi wurde als Sohn des Schauspielers Gino Cervi geboren. Ab 1952 war er mit Produktionstätigkeiten von Kinofilmen beschäftigt; allein zwischen 1955 und 1961 gründete er vier Produktionsgesellschaften, mit denen er teilweise ehrgeizige und bemerkenswerte Projekte finanzierte. Ab 1967 bis 1989 saß er auch selbst elf Mal auf dem Regiestuhl; seine sehr unterschiedlichen Arbeiten waren teilweise große Erfolge an den Kassen.
Mit seiner Frau Emanuela Muni hatte er vier Kinder, von denen Valentina ebenfalls Schauspielerin wurde. Sein Sohn Antonio Levesi Cervi ist als Produzent tätig.

## Filmografie

### Produzent
- 1955: Der Staudamm (La meilleure part) – Regie: Yves Allégret
- 1956: Das Fenster zum Lunapark (La finestra sul Luna Park) – Regie: Luigi Comencini
- 1957: Brennpunkt Tanger (Agguato a Tangeri) – Regie: Riccardo Freda
- 1959: I ragazzi dei parioli – Regie: Sergio Corbucci
- 1959: Wir von der Straße (La notte brava) – Regie: Mauro Bolognini
- 1960: L'impiegato – Regie: Gianni Puccini
- 1960: Die lange Nacht von 43 (La lunga notte del '43)
- 1962: Boccaccio '70 (Boccaccio '70)
- 1962: La Commare Secca
- 1962: Mafioso – Regie: Alberto Lattuada
- 1963: Taxifahrer (I quattro tassisti) – Regie: Giorgio Bianchi
- 1964: Die rote Wüste (Il deserto rosso)
- 1968: Sex Italian Style (Scusi, lei conosce il sesso?) – Regie: Vittorio De Sisti
- 1973: Die Nonne von Verona (Le monache di Sant'Arcangelo) – Regie: Domenico Paolella
- 1973: Der Nonnenspiegel (Storia di una monaca di clausura) – Regie: Domenico Paolella
- 1974: Appassionata – Regie: Gianluigi Calderone
- 1988: Spider Labyrinth (Il nido del ragno) – Regie: Gianfranco Giagni
- 1998: Einladung zum Mord (Provincia segreta) – Fernsehserie
- 2000: Provincia segreta 2 – Fernsehserie

### Regisseur
- 1968: Heute ich… morgen Du! (Oggi a me … domani a te)
- 1970: Le regine
- 1974: Die Heißen Engel (La nottata)
- 1976: Chi dice donna, dice donna
- 1978: Die nackte Bourgeoisie (Ritratto di borghesia in nero)
- 1979: Der eingebildete Kranke (Il malato immaginario)
- 1981: Il turno
- 1984: Sole nudo
- 1990: Der Geizige (L'avaro)
- 1995: Butterfly (Fernsehserie)
- 2003: Il quaderno della spesa

### Drehbuchautor
- 1973: Die Nonne von Verona (Le monache di Sant'Arcangelo) – Regie: Domenico Paolella
- 1973: Der Nonnenspiegel (Storia di una monaca di clausura) – Regie: Domenico Paolella
- 1979: Der eingebildete Kranke
- 1990: Der Geizige

### Darsteller
- 1964: Das Gold der Cäsaren (Oro per i Cesari)